# Ptilothrix bombiformis
Ptilothrix bombiformis là một loài Hymenoptera trong họ Apidae. Loài này được Cresson mô tả khoa học năm 1878.